# Lubník
Lubník (deutsch Lußdorf) ist eine Gemeinde im Okres Ústí nad Orlicí im Pardubický kraj in Tschechien. Historisch gehört die Gemeinde zur Landschaft Mähren.
Lubník liegt 21 km südöstlich der Distriktshauptstadt Ústí nad Orlicí, 66 km östlich von Pardubice und 163 km östlich von Prag.